# Mai 2000
Acest articol este generat integral pe baza informațiilor din articolul 2000 și este actualizat periodic de un robot.
 Editările făcute în articol vor fi șterse la următoarea actualizare! Dacă doriți să faceți modificări, editați articolul-sursă.

ianuarie -
februarie -
martie -
aprilie -
mai -
iunie -
iulie -
august -
septembrie -
octombrie -
noiembrie -
decembrie
Mai 2000 a fost a cincea lună a anului și a început într-o zi de luni.

## Evenimente
- 5 mai: Are loc o aliniere rară a corpurilor cerești (Soare, Lună, Mercur-Saturn) în timpul Lunii noi.[1]
- 11-31 mai: La Cluj-Napoca aproximativ 200 de oameni se adună în fața sediului Fondului Național de Investiții (FNI) pentru a încerca să-și recupereze banii depuși. În zilele următoare fenomenul ia amploare, astfel că în mai multe localități din țară sediile FNI sunt luate cu asalt de investitorii care-și cer banii înapoi. Ioana Maria Vlas, președinta SOV Invest, societatea care administrează Fondul, solicită (24 mai) suspendarea temporară a activității FNI. În urma încetării de plăți, numărul investitorilor care vor să-și recupereze banii crește alarmant. La 25 mai Ioana Maria Vlas își anunță demisia din funcție, din motive de sănătate. Poliția precizează că Ioana Maria Vlas a părăsit România, încă din 22 mai. Parchetul Curții Supreme de Justiție emite (31 mai) mandate de arestare pentru Ioana Maria Vlas și alți trei membri ai Consiliului de Administrație ai SOV Invest.[2]
- 23-25 mai: Regina Margareta a II-a a Danemarcei, împreună cu Prințul Consort Henrik, efectuează o vizită de stat în România, la invitația președintelui Emil Constantinescu.

## Nașteri
- 7 mai: Maxwell Perry Cotton, actor american
- 8 mai: Femke Verschueren, cântăreață belgiană
- 9 mai: Ștefan Târnovanu, fotbalist român
- 15 mai: Daiana Iastremska, jucătoare ucraineană de tenis
- 25 mai: Q20898017, jucătoare de tenis americană

## Decese
- 1 mai: Steve Reeves (Stephen Lester Reeve), 74 ani, actor american (n. 1926)
- 4 mai: Hendrik Casimir (Hendrik Brugt Gerhard Casimir), 90 ani, fizician neerlandez (n. 1909)
- 17 mai: Nestor Vornicescu (n. Neculai Vornicescu), 72 ani, teolog român (n. 1927)
- 21 mai: Erich Mielke (Erich Fritz Emil Mielke), 92 ani, politician german (n. 1907)
- 28 mai: Vlad Ionescu (Vlad Ștefăniță Ionescu), 62 ani, inginer român (n. 1938)